# San Diego Country Estates (Californie)
San Diego Country Estates est une census-designated place du comté de San Diego, dans l'État de Californie, aux États-Unis,. En 2020, elle compte une population de 10 395 habitants.